# Medetera hirsuticosta
Medetera hirsuticosta är en tvåvingeart som först beskrevs av Octave Parent 1935.  Medetera hirsuticosta ingår i släktet Medetera och familjen styltflugor.
Artens utbredningsområde är Kongo. Inga underarter finns listade i Catalogue of Life.